# James Ward (konstnär)

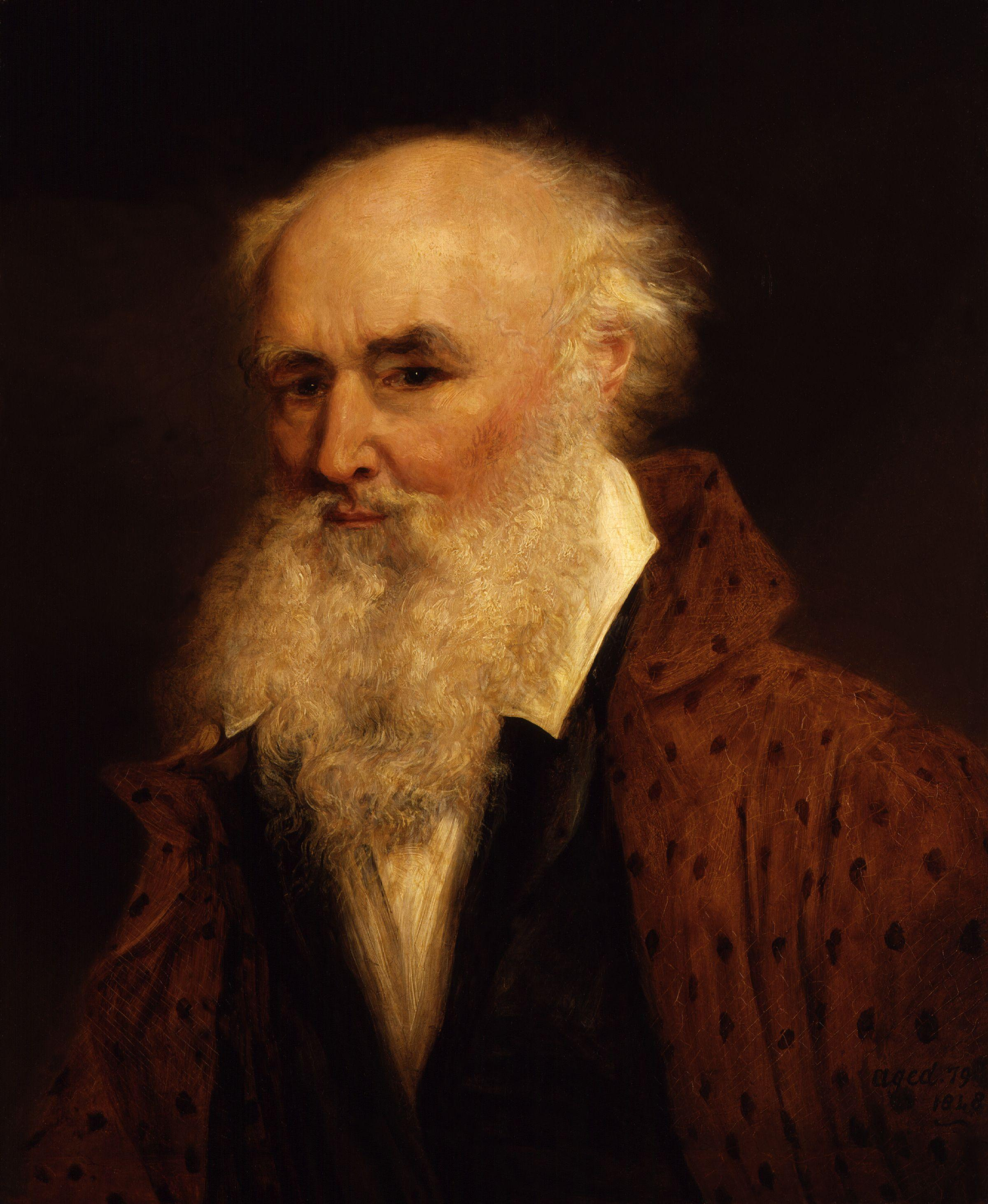
James Ward, självporträtt (1848).

James Ward, född 23 oktober 1769 i London, död 17 november 1859 i Cheshunt, var en engelsk målare och grafiker under romantiken.
Ward studerade för sin äldre bror William Ward (1766-1826), som var mezzotintogravör, och sysslade själv med kopparstickskonsten, men övergick snart till måleriet och imiterade till en början sin svåger Morlands maner. Ward målade mest landskap och djur. I hans landskap påminner bredd och färgrikedom ofta om Rubens; i formen liknar han inte sällan Paul Potter. 
Av hans arbeten finns i South Kensington Museum Kämpande tjurar i stort landskap och Svin samt i National Gallery ett väldigt Landskap med boskap, en Alderney-tjur med ko och kalv i naturlig storlek (1822), enligt målarens egen uppgift utförd för att tävla med Potters berömda tjur i Haag. Han blev 1811 ledamot av akademien.